# Metromenus perpolitus
Metromenus perpolitus är en skalbaggsart som beskrevs av Sharp 1903. Metromenus perpolitus ingår i släktet Metromenus och familjen jordlöpare. Inga underarter finns listade i Catalogue of Life.